# Krebsbach (Inninger Bach)
Der Krebsbach ist ein ca. 2,3 km langer Bach in Oberbayern, der auf den Gebieten der Gemeinden Wörthsee und Inning am Ammersee verläuft und in den Inninger Bach mündet. Er gehört zum Flusssystem der Isar.

## Verlauf
Der Krebsbach entspringt an der Grenze der Gemeinden Wörthsee und Inning am Ammersee beim Simons-Moos auf etwa 570 m ü. NHN. Von dort fließt er in südlicher Richtung mit leicht westlicher Tendenz zunächst auf dem Gemeindegebiet von Wörthsee. Etwa 500 Meter vor seiner Mündung überquert er die Grenze zur Germakung Buch am Ammersee, welche zur Gemeinde Inning am Ammersee gehört. Im Ortsteil Buch am Ammersee mündet er dann auf etwa 560 m ü. NHN von rechts und Nordosten in den Inninger Bach, der seinerseits kurz zuvor aus dem Wörthsee abfließt.
Der rund 2,3 km lange Lauf des Krebsbachs endet gut zehn Höhenmeter unterhalb seiner Quelle, er hat somit ein mittleres Sohlgefälle von etwa 4,3 ‰.